# Archaefructus
Archaefructus es un género extinto de plantas acuáticas herbáceas con semilla. Del registro fósil se reconocen dos especies. El material fósil asignado a ese género se origina de la Formación Yixian en el noroeste de China y fue originalmente asignado al Jurásico Tardío. Otra datación fechó este fósil en aproximadamente 125 millones de años de antigüedad o cercano al Cretácico. Aún con esta edad, Archaefructus ha sido propuesto a ser el primer fósil conocido de una Angiospermas.
Debido a su edad, a que carece de sépalos y pétalos y a que sus órganos reproductivos fueron interpretados a tener carpelos y estambres saliendo de un tallo alargado en vez de estar condensados en una sola estructura como en las angiospermas actuales, la familia Archaefructaceae ha sido propuesta como una angiosperma basal. No obstante, una interpretación alternativa del mismo fósil dice que el tallo alargado es una inflorescencia en vez de una flor, con flores estaminadas (masculinas) y flores pistiladas (femeninas) por encima. El descubrimiento de Archaefructus eoflora apoya esta interpretación, debido a que flores bisexuales están presentes entre las flores estaminadas y las pistiladas. Si esta interpretación es correcta, Archaefructus podría no ser de las angiospermas basales y más bien estar relacionada con Nymphaeales o ser un grupo basal de eudicotiledóneas.